# Stanisław Podgórski (malarz)
Stanisław Podgórski (ur. 1882 w Kałuszu, zm. 1964 w Nowym Wiśniczu) – polski malarz; pejzażysta, studiował w Akademii Sztuk Pięknych w Krakowie w latach 1901-1909 u Leona Wyczółkowskiego, Floriana Cynka i Jana Stanisławskiego oraz w Paryżu w Académie Colarossi. Członek Towarzystwa Artystów Polskich "Sztuka". Od 1926 był kierownikiem artystycznym Domu Sztuki we Lwowie. Zdaniem Dobrowolskiego typowy przedstawiciel szkoły Stanisławskiego, o "...pewnej zdawkowości traktowania tematów, tym więcej, że koloryt studiów, dość słabo zróżnicowany, był pozbawiony siły i graniczył prawie z anemią."
Został odznaczony Złotym Krzyżem Zasługi (1951).